# Парламентские выборы на Арубе (2017)
Парламентские выборы на Арубе прошли 22 сентября 2017 года. На них избирался 21 депутат парламента Арубы. Выборы стали девятыми со времени получения автономии от Нидерландов в 1986 году, в них приняли участие 8 политических партий.
В результате Народная партия Арубы потеряла большинство мест парламента, Михель Годфрид Эман ушёл в отставку с места руководителя партии. Избирательное движение народа создало коалиционное правительство с двумя миноритарными партиями. Эвелин Вевер-Крус стала первой в истории Арубы женщиной премьер-министром.

## Избирательная система
21 член Парламента Арубы избирается по открытым спискам на основе пропорционального представительства по единому национальному округу.

## Результаты
| Партия                                                                   | Голоса | %     | Места | +/–   |
| ------------------------------------------------------------------------ | ------ | ----- | ----- | ----- |
| Народная партия Арубы                                                    | 23 385 | 39,85 | 9     | –4    |
| Народное избирательное движение                                          | 22 078 | 37,63 | 9     | +2    |
| Гордые и уважаемые люди                                                  | 5531   | 9,43  | 2     | новая |
| Сеть избирательской демократии                                           | 4167   | 7,10  | 1     | +1    |
| RAIZ                                                                     | 2107   | 3,59  | 0     | новая |
| Патриотический прогрессивный союз - Патриотическая партия Арубы          | 656    | 1,12  | 0     | 0     |
| Объединённые христиане, усиливающие потенциал Арубы                      | 468    | 0,80  | 0     | -     |
| Движение солидарности Арубы                                              | 287    | 0,49  | 0     | новая |
| Недействительных/пустых бюллетеней                                       | 751    | 1,26  | –     | –     |
| Всего                                                                    | 59 403 | 100   | 21    | 0     |
| Зарегистрированных избирателей / Явка                                    | 70 749 | 82,92 | –     | –     |
| Источник: Overheid Архивная копия от 26 сентября 2017 на Wayback Machine |        |       |       |       |